# Gomunice (Radomsko)
Pour les articles homonymes, voir Gomunice.
Gomunice (prononciation [ɡɔmuˈnit͡sɛ]) est un village de la gmina de Gomunice, du powiat de Radomsko, dans la voïvodie de Łódź, situé dans le centre de la Pologne.
Le village est le siège administratif (chef-lieu) de la gmina appelée gmina de Gomunice.
Il se situe à environ 12 kilomètres (km) au nord de Radomsko (siège du powiat) et 69 kilomètres au sud de Łódź (capitale de la voïvodie).
Sa population s'élevait approximativement à 1 900 habitants en 2006.

## Administration
De 1975 à 1998, le village était attaché administrativement à l'ancienne voïvodie de Piotrków.

Depuis 1999, il fait partie de la nouvelle voïvodie de Łódź.